# Michael Andersson (Radsportler)
Michael Andersson (* 4. März 1967 in Höganäs, Schweden) ist ein ehemaliger schwedischer Radrennfahrer. Er nahm bei den Olympischen Spielen 1992, 1996 und 2000 teil. Dreimal konnte er die Schweden-Rundfahrt gewinnen. 1999 unterlag er Jan Ullrich mit nur 14 Sekunden bei der Zeitfahrweltmeisterschaft in Treviso. Andersson stellte mit seinen drei Siegen der Schweden-Rundfahrt 1991, 1992 und 2000 die meisten Siege des ehemaligen Radrennens. Bei den Zeitfahrweltmeisterschaften 1990, 1996 und 1997 war er Kapitän der Schwedischen Mannschaft.

## Palmares
1991
- 1. Etappe Schweden-Rundfahrt
- Gesamtsieg Schweden-Rundfahrt

1992
- 1. Etappe Schweden-Rundfahrt
- 5. Etappe Schweden-Rundfahrt
- Gesamtsieg Schweden-Rundfahrt

1993
- Parijs-Evreux

1996
- 3. Etappe Schweden-Rundfahrt
- 3. Etappe Vredeskoers

2000
- 2. Etappe Schweden-Rundfahrt
- Gesamtsieg Schweden-Rundfahrt

## Teams
- 1995: Sicasal-Acral
- 1996: Team-Telekom
- 1997: TVM-Farm Frites
- 1998: TVM-Farm Frites
- 1999: Acceptcard Pro Cycling
- 2000: Mercatone Uno-Albacom
- 2000: De Nardi-Pasta Montegrappa
- 2001: Mercatone Uno-Stream TV